# Darjacze-je Bachtegan
Bachtegan dawniej Najruz (perski: دریاچۀ بختگان  trb. Darjacze-je Bachtegan, trl. Daryācheh-ye Bakhtegān) – słone jezioro w południowo-zachodnim Iranie, w ostanie Fars, we wschodniej części gór Zagros, około 160 km na wschód od miasta Sziraz. Powierzchnia jeziora wynosi około 350 000 hektarów, co czyni go drugim jeziorem pod względem wielkości w Iranie (po jeziorze Urmia). Długie na ok. 100 km, szerokie do ok. 30 km. W okolicy słone bagna, miejscami pokrywy solne i gipsowe.
Zasilane jest przez rzekę Kor, na której wybudowane tamy rzeczne znacząco zredukowały dopływ wody do jeziora, w konsekwencji zwiększając poziom zasolenia i narażając na niebezpieczeństwo miejscową populację flamingów i innych ptaków wędrownych.
Starożytne źródła z tego rejonu świata nie wspominają o nim, co sugeruje, że jest relatywnie niedawnym tworem. Niegdyś miasto Nejriz położone było nad jego brzegiem, ale ze względu na jego wysychanie i kurczenie się obecnie znajduje się ok. 15 km na wschód od wybrzeża.